# Cornallis indica
Cornallis indica är en skalbaggsart som beskrevs av Stefan von Breuning 1969. Cornallis indica ingår i släktet Cornallis och familjen långhorningar. Inga underarter finns listade i Catalogue of Life.